# Báthory István lengyel királlyá választása

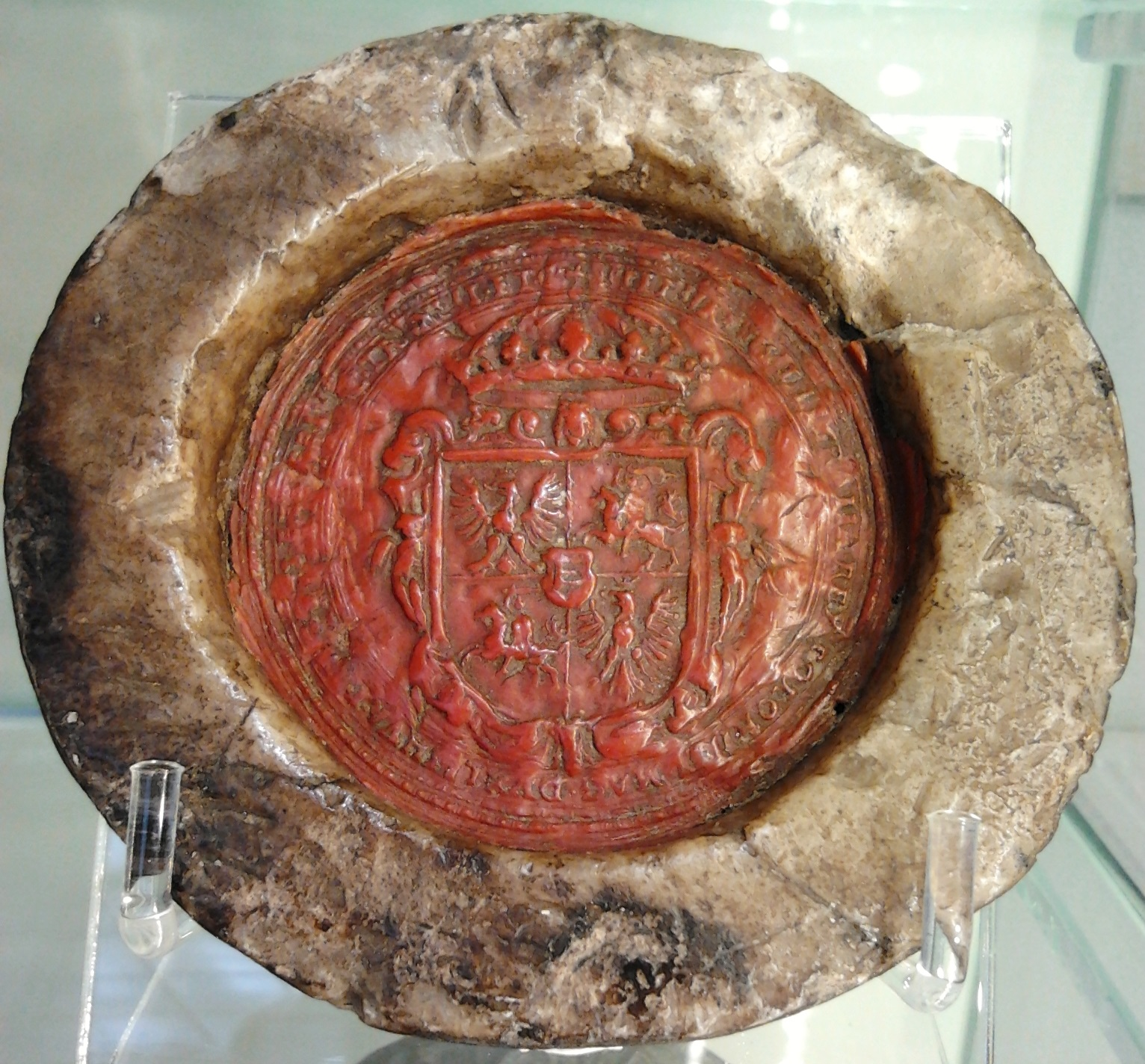
Báthory István lengyel királyi pecsétje

Báthory István lengyel királlyá választásakor 1576-ban Báthory István erdélyi fejedelmet Lengyelország királyává választották. 1586-ig haláláig volt lengyel uralkodó is.
1574-ben Valois Henriket lengyel királlyá koronázták, de rövid idő után magára hagyta alattvalóit, és a megüresedett francia trónt foglalta el. Nem mondott le a lengyel koronáról, de a lengyelek és a Rzeczpospolita magára maradt, és nem működött a központi hatalomgyakorlás, ezért a királyválasztás mellett döntöttek.
A trónra – bár Valois Henrik hivatalosan nem mondott le – sorra jelentkeztek aspiránsok, és kialakult az interregnum az úgynevezett király nélküli állapot. A lengyel trónra jutás lehetősége sokak előtt lehetséges volt ebben a helyzetben, mégis az esélytelennek tartott Báthory István erdélyi fejedelmet választotta meg a királyválasztó országgyűlés.

## Előzmények
1574 februárjában Valois Henriket lengyel királlyá koronázták, ám nem sokkal később bátyja, IX. Károly francia király váratlanul meghalt, és a „nemesi köztársaság” királya alig 4 hónap uralkodást követően június 19-re virradóan titokban elhagyta Lengyelországot, hogy elfoglalja a megüresedett francia trónt. Henrik ugyan a későbbiekben sem mondott le a lengyel koronáról, címei között élete végéig szerepelt a titulus, de soha többé nem tért vissza a Rzeczpospolita területére.

A király szökését követően a Rzeczpospolita kiszolgáltatott helyzetbe került, hiszen a rendszer működésképtelenné vált a központi hatalom hiányában. A szoros függőségnek köszönhetően a Res Publica uralkodó nélkül magatehetetlen volt. A törvényhozás, az igazságszolgáltatás és a végrehajtás megbénult – és ezzel együtt maga az állam is. Az országban anarchia ütötte fel a fejét, amely Krakkó környékét érintette legsúlyosabban. 

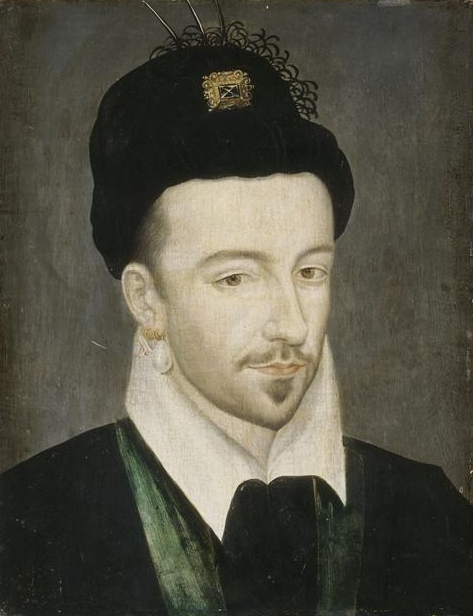
Valois Henrik lengyel király, később III. Henrik néven francia király

 A pártok vezetői egymásnak estek, megindult az erőszakos korteskedés, a fegyveres csoportok egymás birtokait dúlták fel, és nem volt ritka a vallási alapon történő erőszakoskodás sem. Kezdetben még arról sem tudtak dönteni, mi történjen az uralkodóval, így az 1574 augusztusában ülésező szejm hat hónap türelmi időt adott Henriknek, hogy visszatérjen a trónra. A nemesség csak ennek letelte után, 1575. május 12-én a Stężyca melletti gyűlésén nyilvánította hivatalosan is megüresedettnek a köztársaság trónját, melyet az érsekprímás (a gnieznói érsek), jelen esetben Jakub Uchański jelentett be. Ő, az egyházi hatalom első számú embere jogosult intézkedni a király nélküli országban beállt interregnum alatt, mint interrex. A királynélküliség ideje alatt az interrex feladata volt (régensként) a királyválasztást előkészítő (convocatio), illetve a királyválasztó (electio) országgyűlés összehívása, és ő jelöltethette ki azt a bizottságot, amely előkészítette a pacta convecta-t.
Mindeközben sorra jelentkeztek a trónjelöltek, hiszen a Rzeczpospolita jelentős, egyelőre független politikai tényező, uralkodójának kiléte valamennyi európai eseményre hatással lehet, így a király személye az egész kontinensre kiterjedő általános jelentőséget kapott. A Habsburg-ház három jelölttel képviseltette magát, Miksa császár mellett fia, Ernő, valamint I. Ferdinánd fia, Ferdinánd herceg is jelentkezett a trónra. IV. (Rettegett) Iván orosz cár is részt kívánt venni a vetélkedésben, valamint I. (Öreg) Zsigmond lengyel király lányának, Jagelló Katalinnak a férje III. (Vasa) János svéd király is. A ferrarai Alfons d’Este herceg gazdagsága révén jöhetett számításba, de voltak támogatói a cseh Rosenberg Wilhelmnek is. Természetesen Piastokat, nemzeti királyjelölteket is emlegettek a megüresedett trónnal kapcsolatban, leggyakrabban Jan Kostka sandomierzi, Mikołaj Mielecki podóliai és Andrzej Tęczyński bełzi vajdák kerültek szóba. A lista végén pedig ott szerepelt a gyakorlatilag esélytelen Báthory István erdélyi fejedelem neve.

## Báthory a lengyel trónra pályázók között
Lengyel királynak a törvény szerint bármely katolikus nemes jelöltethette magát, legyen az hazai, vagy külföldi, aki fogadja, hogy a Rzeczpospolita területéről fogja irányítani az államot, és leteszi a koronázási esküt. A lengyel trónra jutás lehetősége tehát gyakorlatilag bárki előtt nyitva állt. Ennek ellenére Báthoryt 1574-ben egyáltalán nem foglalkoztatta lengyel királlyá koronázásának gondolata. Ugyanakkor Valois Henrik szökését követően a Habsburgok nagy eséllyel pályáztak a Rzeczpospolita trónjára, s a Habsburgok lengyelországi befolyásának érvényesülése fokozta volna az Erdélyre nehezedő nyomást. Báthory István számára tehát az elsődleges cél a Habsburg hatalom erősödésének megakadályozása volt, és ennek érdekében minden követ megmozgatott. 

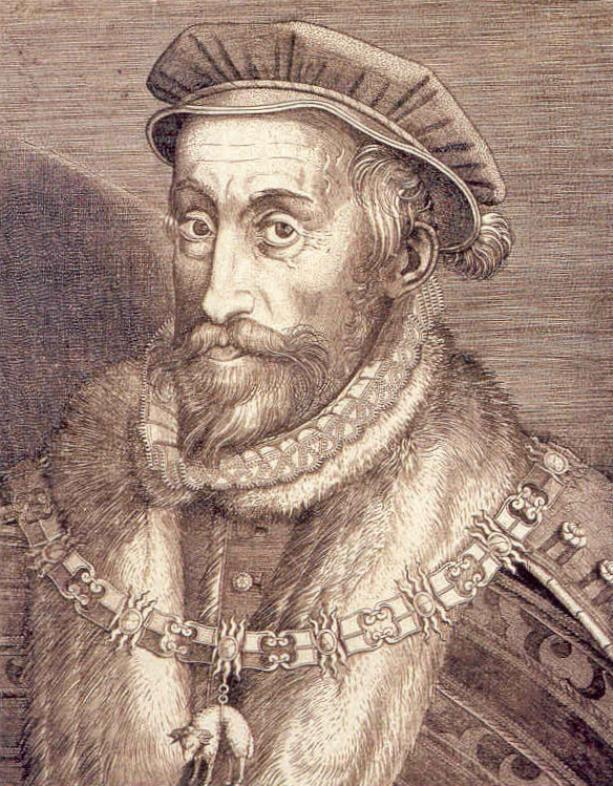
I. Miksa magyar és cseh király, II. Miksa néven német-római császár

 Eleinte közvetett módon próbált nyomást gyakorolni a királyválasztás eseményeire. Három hónappal megelőzve a lengyel diplomáciát már 1574 júliusában (mindössze néhány héttel Henrik távozása után) tájékoztatta az Oszmán Birodalmat a Rzeczpospolita megüresedett trónjáról és az esetleges királyjelöltek személyéről. Rácz Péter a fejedelem követe természetesen csak olyan dezinformációkat továbbított a Porta felé, amelyek a Fejedelemség érdekeit legjobban szolgálták. A szultán közvetlen tanácsát, a divánt nyugtalanította a hír, miszerint Erdélyben „úgy tudják” IV. (Rettegett) Ivánt, vagy valamely Habsburg jelöltet vették számításba a köztársaság nemesei, mivel mindkét nagyhatalom térnyerése felborította volna a közép- és kelet-európai erőegyensúlyt – a törökök rovására. Egy koalíció ugyanis, amely felborítja a hódításképtelenség egyensúlyát egyáltalán nem szolgálta a Porta érdekeit. Báthory elképzelése tehát tökéletesen egybeesett a Porta politikai célkitűzéseivel. A követ mondandója végén óvatosan közölte, vannak olyan vélemények is Krakkóban, melyek Báthory Istvánt szeretnék a trónon látni.
A birodalmi ügyeket intéző díván azonnal elindította lengyel területre futárát, így a csausz már 1574. szeptember 10-én közölhette az országgyűlésre összegyűlt nemesekkel, miszerint a Porta nem nézné jó szemmel a trónon IV. Ivánt vagy a Habsburgokat. Ugyanakkor nincsen ellenvetésük Jan Kostka vajda és II. János svéd király ellen, „de nem emelne kifogást Báthory István, a szultán hű alattvalójának személye ellen sem”. Az Oszmán Birodalom ebben a sorrendben, csak harmadikként javasolta az erdélyi fejedelmet lengyel királynak, és nem egyetlen támogatottként. Mind ezidáig pusztán néhány határ menti nemes hallott csak az erdélyi fejedelemről, de számukra is csak annyit jelentett, mint bármelyik másik lengyel vajdaság urát. Ez a Portának elhintett, és általuk továbbított hamis információ azonban megalapozta az erdélyi fejedelem útját a lengyel koronáig.
Az interregnum és a királyjelölő országgyűlés 1575. májusi kihirdetését követően megindultak a diplomáciai küzdelmek. Ettől a pillanattól kezdve a jelöltek minden eszközt bevetettek befolyásuk növelésére, a Rzeczpospolitán belüli hatalmi, politikai bázisuk kiépítésére, és a királyválasztás küzdelmeibe ekkor már az erdélyi fejedelem is bekapcsolódott – ugyan egyelőre még mindig csak közvetett módon. Báthory első lépése a császár Lengyelországi térnyerését volt hivatott megakadályozni: 1575. július 13-án (tehát a már kihirdetett interregnum időszakában) levélben értesítette a lengyel szenátust, miszerint Miksa német-római császár és magyar király uralkodói szavát megszegve Bekes Gáspárt bátorította, sőt, támogatta az erdélyi fejedelem ellenében. Ez a jogsértő magatartás nagy csorbát ejtett a Habsburg uralkodó tekintélyén.

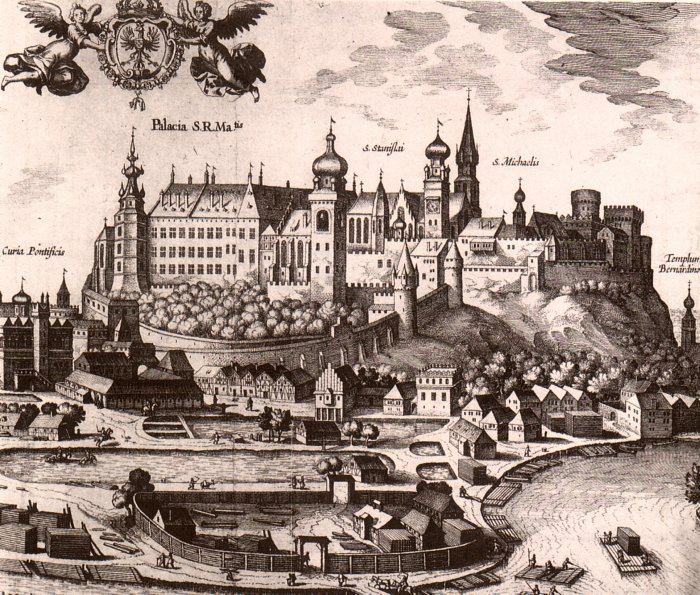
A krakkói Wawel a 16. század végén

Báthory kezdetben csekély hírnevét tovább növelte, hogy 1575 nyarán, a Habsburgok által támogatott és az erdélyi trónra szánt Bekes Gáspáron győzelmet aratott. A Valois Henrik által gyilkosság miatt örökre száműzött Zborowski Samuel az erdélyi fejedelem seregében harcolt a lengyel zsoldosok élén Kerelőszentpálnál, és a csata után hazatérő lengyel katonák országszerte Báthory hadvezéri képességeiről, műveltségéről, vallásosságáról, bőkezűségéről, Erdély gazdagságáról áradoztak. Az erdélyi fejedelem részben a Zborowski család ösztönzésére kapcsolódott be direkt módon is a királyválasztás küzdelmeibe, és ugyancsak nekik köszönheti nevének ismertté válását Kis-Lengyelországban. A Porta levelét követően a lengyel zsoldosok és a Zborowski fivérek által a Báthory név lassan beszivárgott az országos politikába.
Népszerűségét és ismertségét tovább növelendő Báthory István Lengyelországba küldte orvosát, Giorgio Biandratát, aki jól kiismerte magát a lengyel viszonyok között, hiszen I. (Öreg) Zsigmond lengyel király és litván nagyfejedelem második feleségének, Bona Sforzának, majd lányuknak, Izabellának volt az udvari orvosa. Miután Izabella hozzáment Szapolyai Jánoshoz Biandrata sorsa összefonódott Erdély sorsával. Követte Izabellát Magyarországra, és idővel fiánál, az első erdélyi fejedelemnél, János Zsigmondnál folytatta mesterségét. Így „örökölte meg” Báthory az udvari orvost, aki 1575 augusztusától Krakkóból igyekezett megszervezni a fejedelem számára a politikai bázist – szavakkal és pénzzel. Báthory követe az első perctől kezdve kettős diplomáciát folytatott: egyrészt kereste a Habsburg-párti főurak jóindulatát, másrészt (a kulisszák mögött) mindent elkövetett hogy eltérítse a császárt támogató szenátorokat, akár vesztegetéssel is. A Zborowski fivéreknek például 63 ezer aranyat adott át, hogy segítsenek minél több nemest Báthory pártjára állítani. Az évekig a lengyelek közt élő, és az ottani főurakkal jó kapcsolatokat ápoló Báthory-ágens, Biandrata korteskedése (eleinte Krakkóban, majd Varsóban) tovább növelte az erdélyi fejedelem ismertségét. Munkáját kissé lassította, hogy egymaga volt, megbízatása sem volt mindenre, ráadásul ariánus vallása sokakban bizalmatlanságot keltett a katolikus országban. A trónjelölteknek azonban nem volt szabad személyesen megjelenni a királyválasztás ideje alatt, így csak diplomatáik révén növelhették befolyásukat és ismertségüket. Valamennyi idegen követ csak a gnieznói érsek (az interrex) által kiállított engedéllyel léphetett lengyel földre, és az érsek jelölte ki számukra tartózkodási helyüket is.

## A királyválasztás

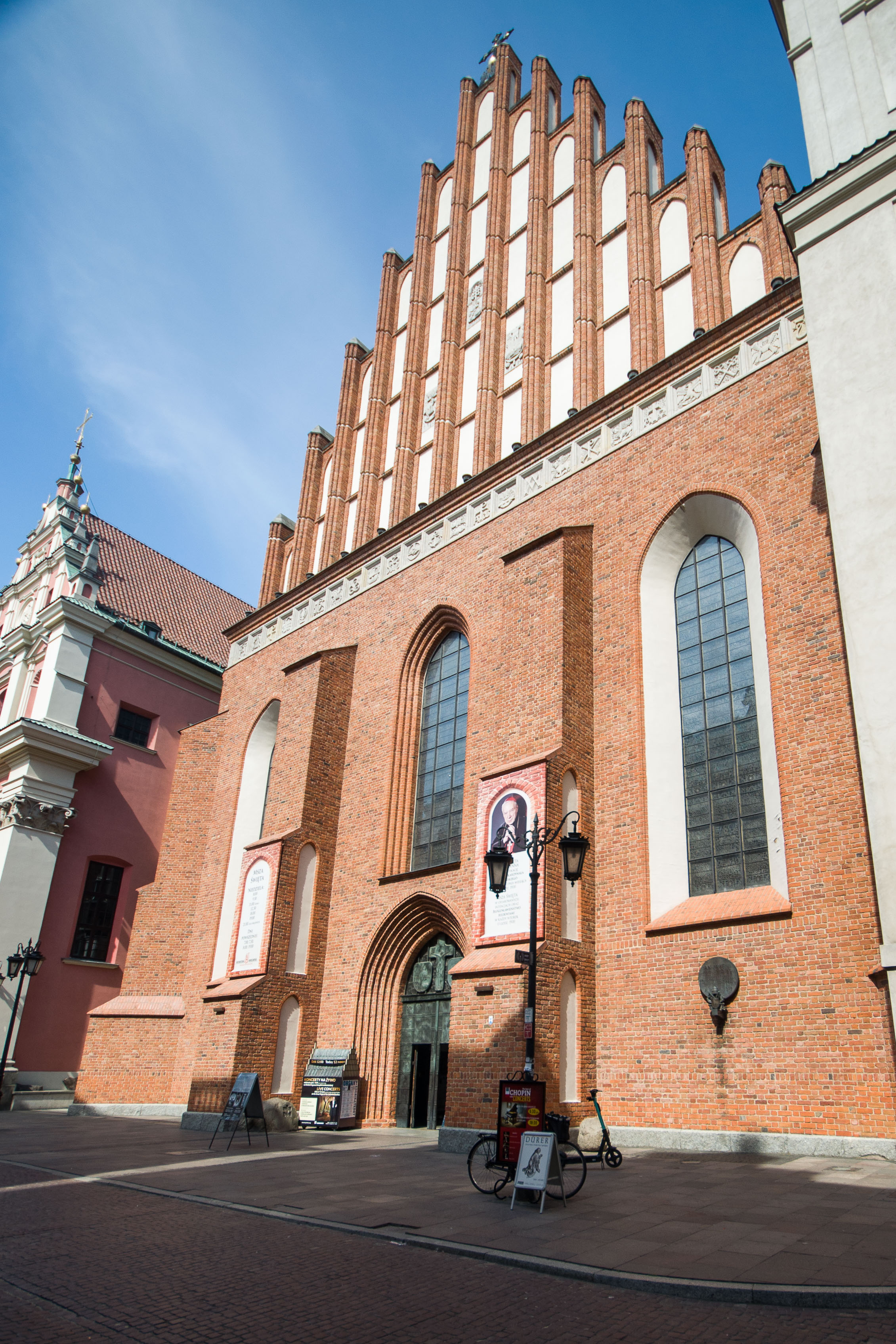
A Szent János katedrális

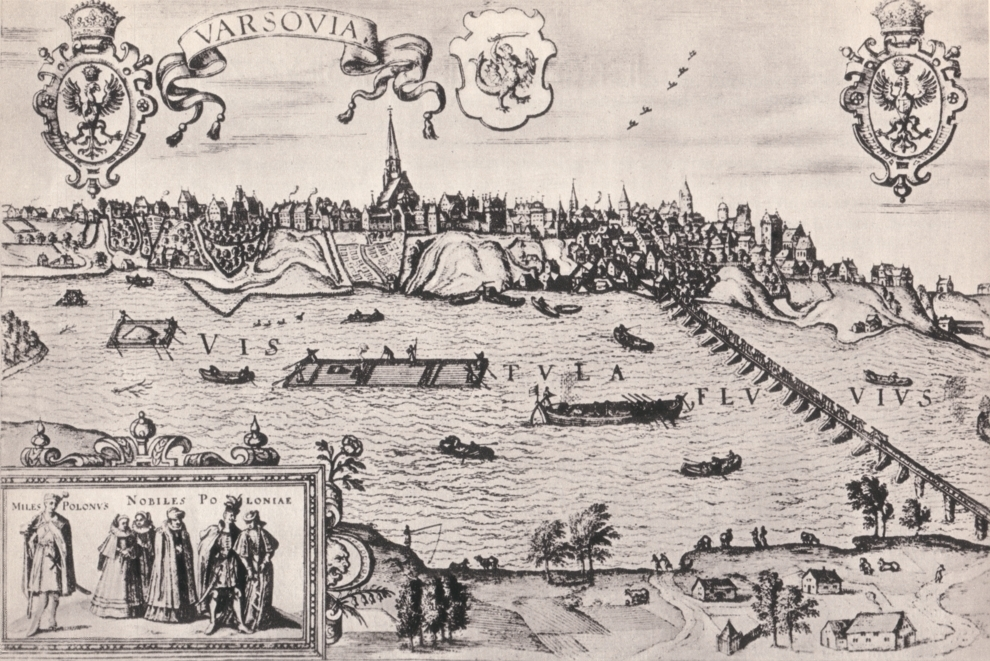
Varsó 1589-ben

1575. október 3-án összeült a királyjelölő országgyűlés Varsóban. Ez a választási procedúra első szakasza, és ekkor döntöttek a választási szejm időpontjáról is: 1575. november vége. Mivel a lengyel nemesség egyöntetű döntésével született, szabad akaratból történő királyválasztáshoz való joga a Rzeczpospolita legfontosabb szabadságjoga, az új király megválasztása egyben fordulópontot, egy új politikai irányvonalat is jelentett a lengyel történelemben. A Rzeczpospolita uralkodójának a lublini megállapodások értelmében való közös megválasztásához a szlachta valamennyi olyan tagjának a szavazata szükséges, aki csak részt vesz a varsói országgyűlésen. A királyt jelölő (előkészítő, convocatio) valamint a királyválasztó (electio) országgyűlésre minden nemes fejenként (viritim) megjelenhetett, a gyakorlatban viszont a szejmik, vagyis a vajdaságok és a tartományok választott nemesi képviselői csoportosultak Varsóban.
Az 1575-ös királyjelölő és királyválasztó szejm „Na Woli”, azaz a Varsó és a Wola közötti mezőn került megrendezésre. Szokás szerint árokkal és sánccal vették körbe a helyszínt, melyre három irányból érkezhettek a nemesek: a keleti kapun a nagy-lengyelországi, a déli kapun a kis-lengyelországi, a nyugati kapun pedig a litván küldöttek. Az eseményt a varsói Szent János-templomban meghallgatott misével nyitották meg, melyet általában a gnieznói vagy a lwówi érsek celebrált. A királyválasztást a képviselők által, kötelezően az első napon megválasztott marsall vagy házelnök irányította, ezt követően ő ügyelt annak törvényességére és szabályosságára. Az ő feladata volt a mandátumok ellenőrzése és az ülések levezetése is.
Az 1575. végén megtartott választási szejm gyakorlatilag csatajelenetre emlékeztetett, több volt a kozák, mint a választó, minden nemesnél fegyver volt. Az országgyűléseken egyébként is gyakoriak voltak a nézeteltérések, egymás beszédeinek félbeszakítása, az egyéni sérelmek elősorolása a közügyek rovására, még a tettlegesség, sőt, a haláleset sem számított egyedi eseménynek, ám egy királyválasztás alkalmával a feszültségek megsokszorozódva jelenhetnek meg.

### A királyjelöltek bemutatása
Az 1575. november 18–21. között megtartott választást a követek bemutató beszédei előzték meg. Elsőként a wrocławi püspök, a császári követ szólalt fel. Beszédében biztosította a jelenlévőket Miksa jóindulatáról és nemes szándékáról, majd Ernőt, a császár fiát méltatta hosszasan. Az osztrák jelöltek mindvégig egymással összhangban dolgoztak, mindhárman a Domus Austriacae érdeke alá rendelték magukat. A dicséretek mellett persze nem hiányozhattak az ígéretek sem, szó esett az „egyéb, nem kevésbé fontos előnyök”-ről is. Nem csak elfogadták a királyválasztás valamennyi feltételét, de a követ fogadalmai között szerepelt a szomszédos országok összebékítése Lengyelországgal; örök béke megkötése, illetve megújítása Spanyolországgal, Magyarországgal és a csehekkel; béke vagy fegyverszünet a törökkel, amennyiben ez nem lehetséges a török elleni háború támogatása. Szó esett arról is, hogy a magyarok elleni harcokra egyetlen lengyel katonát sem köteleznek; vallási dolgokban mértékletességet fog mutatni; támogatja az iskoláztatást; és a császár a saját pénzéből fizeti ki a köztársaság adósságait.

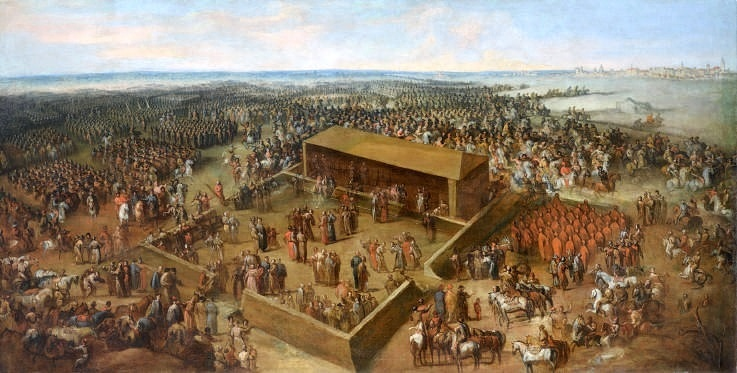
Szabad választás Wolában - II. (Erős) Ágost megválasztása, Jean-Pierre Norblin de La Gourdaine festménye, 1790 körül.

A püspök után Ferdinánd főherceg követe kapott szót, „mint a császári ház tagjának követe”. Urának rövid magasztalását követően ő is rátért az ígéretekre, melyek elsősorban a pénzbeli juttatásokra, illetve a lengyel várak saját költségén való megerősítésére, építésére vonatkoztak.
A svéd király képviselője némileg más hangnemet ütött meg, ő gyakorlatilag örökség címen (Jagelló Katalin férjeként) követelte a koronát, „vagy pedig adják oda neki Livóniát hűbéri jogon”. Nála sem hiányzott a vallási ügyekben való tolerancia említése, mindemellett ígéretei elsősorban az északi területekre, a hajózásra és a flottára vonatkoztak, de felmerült Livónia Moszkvától való visszaszerzése is. A felsorolás végén a követ ura nevében „nagyon ajánlja a trónra az osztrák házat”!
A királyi követek bemutató beszédeit másnap Ferrara hercegének küldöttei folytatták, akinek fogadalmait és ígéreteit írásban adták be, melyet hangosan felolvastak. Itt is elhangzott a szabadságjogok megtartása; békesség a más vallásúakkal; az iskoláztatás, a művészetek és a kereskedelem támogatása; a „jogosan fölvett” kölcsönök visszafizetése; a Moszkva vagy más ellenség megfékezése; és az erre fenntartott négyezer olasz lövész saját költségen való felfogadása. Mindezt úgy, hogy „magát és mindenét, amije csak van, a lengyeleknek ajánlja [...] minden jövedelmét Lengyelországnak adja”, sőt, a de Chartres hercegséget a köztársasághoz csatolja. Nem mellékesen a szónoklat elején elhangzott, miszerint a herceg „azt kívánja [...] a vele rokonságban álló francia király uralkodjék továbbra is Lengyelországban, de az osztrák hercegeket is ajánlja a trónra”. Ferrara hercegének valójában nem sok esélye volt a vetélytársakkal szemben, megválasztását nemcsak a császár, hanem a többi itáliai herceg is ellenezte.
Közben újabb viszályok törtek ki az országgyűlésen. A troki kastellán (castellanus, várnagy) már korábban felszólalt és követelte, hogy a szejm várja be a már útban lévő litvánokat. De a szejm nem vesz tudomást sem arról, ha a külföldi követek nem jelennek meg a számukra kijelölt napon meghallgatásra, sem pedig arról, ha a nemesek nem érnek oda az előre megjelölt időpontban gyülekezés helyszínére. Az időközben egyre nagyobb számban megjelent litvánok Moszkva visszaszorítására követeltek pénzt az országgyűléstől, a ruténok pedig egyenesen a királyválasztástól való távolmaradással fenyegetőztek, ha nem kapnak segítséget a határok védelmére. Egyéb közügyek is felmerültek, és mivel a szejm összehívásának céljától függetlenül a résztvevőknek korlátlan felszólalási joga volt, a szónokok bármilyen témáról időkorlátok nélkül beszélhettek. A lengyel nemesek ezen, alkotmány adta lehetősége sokszor nagyban lassította a döntéshozás feladatát.
Amikor végre folytatódott a követek meghallgatása, a késve érkezett császári küldöttségre is sor kerülhetett. Rövid beszédükben szerencsés választást kívántak, majd a nemesek figyelmébe ajánlották, bármelyik osztrák herceg személyében tökéletes uralkodót kapnának a lengyelek, „különösen ha figyelembe veszik Ernő tulajdonságait”.
Ezt követően Báthory István erdélyi fejedelem képviselete következett. 1575 őszén Báthory – Giorgio Biandrata kérésére – „még egy tanult embert” küldött segítségül a korteskedéshez Berzeviczy Márton személyében, akit indulás előtt alkancellárrá nevezett ki. Ő azonban (betegsége miatt) késve érkezett, így helyette Biandrata terjesztette elő november 15-én Báthory István ajánlását a lengyel országgyűlésnek – írásban, mivel a szóbeli tárgyalásokra nem volt feljogosítva. Ezt a meghatalmazást (sok mással együtt) a november végén Varsóba érkező Berzeviczy Márton hozta magával, aki érkezését követően azonnal megjelent a szenátusban és Báthory István előterjesztésének valamennyi pontját megerősítette, helybenhagyta. Az alkancellár érkezése után a két követ széles körű, mindenre feljogosító, teljes meghatalmazással rendelkezett, eljárhattak bármely ügyben, helyettesíthették egymást, sőt, másokat is rendelhettek az egyezségek, szerződések hitelesítésére, levelek írására.

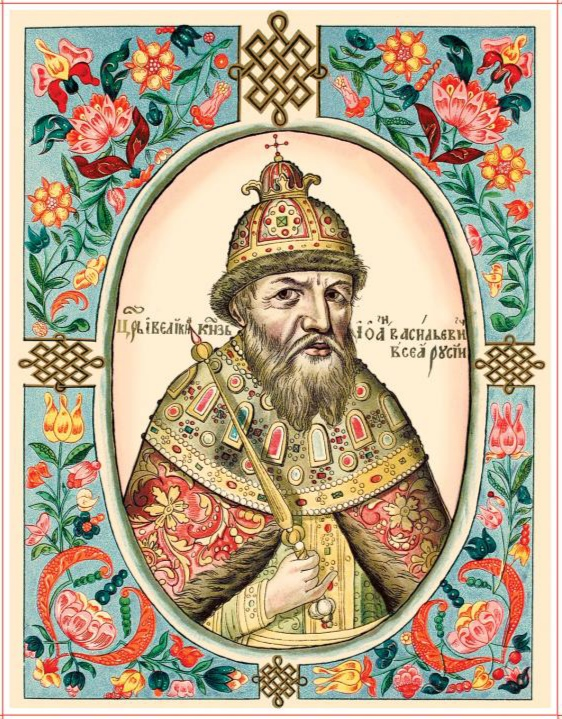
IV. (Rettegett) Iván 1672-es ábrázolása

A fejedelem ajánlásából természetesen nem hiányozhattak a testi és szellemi adottságait (okos, művelt, tudományszerető, buzgó katolikus, bátor, katonai dolgokban tapasztalt, igazságszerető), vagyoni helyzetét méltató kijelentések, de ezek számbavétele után Biandrata azt is elismerte, ura járatlan a lengyel nyelvben. A követ ügyesen érvelt azon támadások ellen, amelyek török-alattvalónak és harádzs-fizetőnek nevezték Báthoryt, mondván „Istvánra mindezt Ágost húga, Izabella királynő és annak fia, János hagyta örökül”, és a harádzs egyébként is inkább ajándék, nem pedig adó. Emellett vállalta a lengyel jogok és szabadságok megőrzését; a lengyel adósságok kifizetését; és „a törökökkel állandó békét, a tatárokkal szemben pedig védelmet ígér”. A külső és belső béke megteremtése mellett nyilván meggyőzően hatott a Moszkva által elfoglalt területek visszaszerzésének ajánlata (ráadásul mindezt a saját költségen felfogadott zsoldosokkal), valamint az is, miszerint „a határokat megerősíti, a foglyokat a barbárok fogságából kiváltja”. Mindezekre magán vagyonából 800 ezer aranyat hajlandó áldozni.
Végül a moszkvai futárra került a sor, aki a szejm elé járulva átadta uralkodója leveleit, amelyben a nagykövetek számára menlevelet kér, valamint IV. Iván ezúton közölte, miszerint „békét rendelt el egész Lengyelországgal, kivéve Livóniát”. Valamennyi beszédre a hagyományok szerint az érsek, vagy a szejm megválasztott marsallja válaszolt, és ezt követően lezárult a követek meghallgatása, azaz a választási procedúra első szakasza.

### A felsőházi szavazás
A királyválasztó (electio) országgyűlés második szakasza november 18-án, „a Szentlélek segítségét kérve” ünnepélyes megnyitóval, és az érsek által, a jelöltek névsorának újbóli felolvasásával indult. Ezt követően kezdődhetett meg a tulajdonképpeni szavazás, a szenátus tagjainak időben nem korlátozott vélemény nyilvánításával és voksolásával, szigorúan a méltóságok sorrendjében. A felsőházban, a középkori Királyi Tanácsból kinőtt szenátusban foglaltak helyet az állami élet vezető pozíciót betöltő egyházi és világi urai. Az ekkor még 139 fős testület 2 érsekből, 13 római katolikus püspökből, 35 vajdából, 30 főkastellánból (kasztelan większy), 49 kiskastellánból (kasztelan mniejszy) és 10 „miniszterből” (minister) tevődött össze.
Először az egyházi tisztségeket viselő szenátorok voksolhattak, és közülük is elsőként természetesen a mindenkori interrex, az érsek. Jakub Uchański meglehetősen hosszú beszéde során külön felhívta a figyelmet Báthory megkoronázásának veszélyeire, hiszen „ő a töröknek harácsot fizet, és ha megválasztjuk őt királynak, mi magunk is török alattvalókká leszünk”. Szót emelt a nemzeti királyjelöltek is, hiszen az ilyen uralkodónak nincs akkora vagyona, így a közjavakat osztogatná, sem itthon, sem külföldön nem lenne tekintélye, egyszóval „az az egyenlőség, melyet magunk között bevezettünk, nem teszi lehetővé az ilyen királyválasztást”. Ezt követően elhúzódó előadásában az osztrák jelölteket, elsősorban Miksa császárt méltatta, kiemelve mennyire szoros szálak fűzik a két országot egymáshoz, majd szónoklatát a következő szavakkal zárta: „a magam nevében Maximilian császárt választom királlyá”.
Az érseket sorrendben Franciszek Krasiński, krakkói és Piotr Myszkowski, płocki püspök követte, mindketten Miksa császárra voksoltak, majd negyedikként a chełmi püspök szólalhatott fel, aki Ernő főherceget nevezte meg. Ezt követően Piotr Zborowski, a krakkói vajda nyilvánított véleményt, aki az osztrák jelölteket egyértelműen ellenezte, végül a cseh Rosenberg Wilhelm, a gazdag sziléziai herceg nevét mondta ki. A szavazást itt is időben nem korlátozott szónoklatok kísérték, így az electio első napján mindössze a fent említett öt szenátor jutott szóhoz.

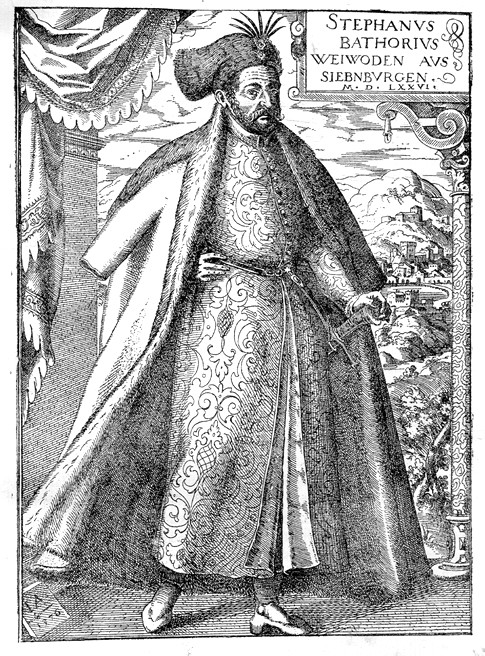
Báthory István egy 1576-os rézmetszeten

Még három napra volt szükség ahhoz, hogy a szenátus valamennyi tagja leadja voksát, így a királyválasztó szejm felső házi szavazása november 21-ig tartott. A szenátusi szavazás utolsó szónokaként Andrzej Zborowski, udvari marsall visszautasított minden más jelöltet, és „elsőnek ajánlotta Báthoryt királynak”. Az erdélyi fejedelem mindössze ezt az egy szavazatot kapta a választási procedúra első fázisában.
Egyedülálló rendszerről van szó a Rzeczpospolita királyválasztásán, a szenátoroknak ugyanis jogukban áll két jelöltet megnevezni, s ezt a két szavazatot külön-külön számították be a végső összeszámláláskor. Ezek az adatok természetesen nem tükrözték a választásra jogosultak pontos számát, hiszen a távollévők szavazatai a törvény értelmében érvénytelenek. Mikolaj Dzialynski, a chelmnoi vajda (Ernő főherceget pártfogolva) például az összes porosz vajdaság, valamint a maga nevében szólalt fel, de Piotr Zborowski figyelmeztette, csak a saját nevében beszélhet, „mert a távollévők szavazatai, a törvény értelmében, teljességgel érvénytelenek”. Hasonlóan járt a kincstárnok is, aki betegsége miatt nem tudott megjelenni a szejmen, így írásban küldte el szavazatát, amelyet végül nem engedtek felolvasni.
A végeredmény így is elsöprő Habsburg sikert mutat: összesen 35 szenátor pártfogolta valamelyik osztrák jelöltet, ebből 19-en Miksa császárt, 12-en Ernő főherceget és 4-en a Domus Austriacae-t. A ferrarai herceg és a svéd király 5-5, Jagelló Anna 2, és valamely Piast-beli 8 szavazatot kapott. Míg Báthory csupán a fent említett egy voksot. De hátra volt még az alsóházi (izba poselska) szavazás, amely óriási meglepetéssel szolgált.

### Az alsóházi szavazás
A királyválasztó országgyűlésre minden nemes fejenként (viritim) megjelenhetett, elméletileg tehát akár „200,000 lengyel választófejedelem” vehetett volna részt az eseményen, a valóságban azonban a szejmik választott nemesi képviselői csoportosultak Varsóban. Az összesen 170 küldött a tartományok két-két képviselőjéből tevődött össze, a két kamarás parlament alsóházában, a képviselőházban így 122-en a Lengyel Királyság, 48-an pedig a Litván Nagyfejedelemség valamely tartományát képviselték. Az alsóház Mikołaj Siennickit választotta marsalljává (egyes kutatók a halicsi kastellánt, Jan Sienienskit említik a választás levezető elnökeként).
A köznemesség hatalmas felháborodással fogadta a szenátus döntését és szinte azonnali, közös elhatározással úgy döntöttek, Habsburgok biztosan nem kerülhetnek a lengyel trónra, hiszen „a fekete sas összeegyeztethetetlen a fehér sassal”. Miután elvetették a vajdaságonkénti szavazást, a vitézi rend nagy része rövidesen együttműködve tárgyalt a nemzeti királyjelöltek támogatásáról. Hamarosan a Piast-párti szenátorok is csatlakoztak hozzájuk, köztük Piotr Zborowski, krakkó, Jan Kostka, sandomierzi, Andrzej Teczynski, bełzi és Jan Tarło, lublini vajdák, valamint Jan Zamoyski bełzi sztratosza, aki „nemcsak szellemi képességeivel és óriási tekintélyével tűnt ki, hanem még azzal is, hogy hat rutén vajdaságot képviselt”. Közülük a sandomierzi és a belzi vajda, illetve Jan Zamoyski királyjelöltként is szóba került. Működésük eredményességét azonban nagyban rontotta a tény, miszerint a trónra nem tudtak konkrét személyt javasolni. Ennek eredményeként a nemzeti királyjelöltek hívei bejelentették a szenátusnak, hogy az osztrák jelölteket ellenzik, és egymás közt szövetséget kötöttek „mindenféle külföldi uralkodó megválasztása ellen”. Közölték a parlament felsőházával azt is, miszerint kizárólag valamely honfitársukat ismerik el királynak, de a döntést ennek személyéről a szenátusra bízzák.

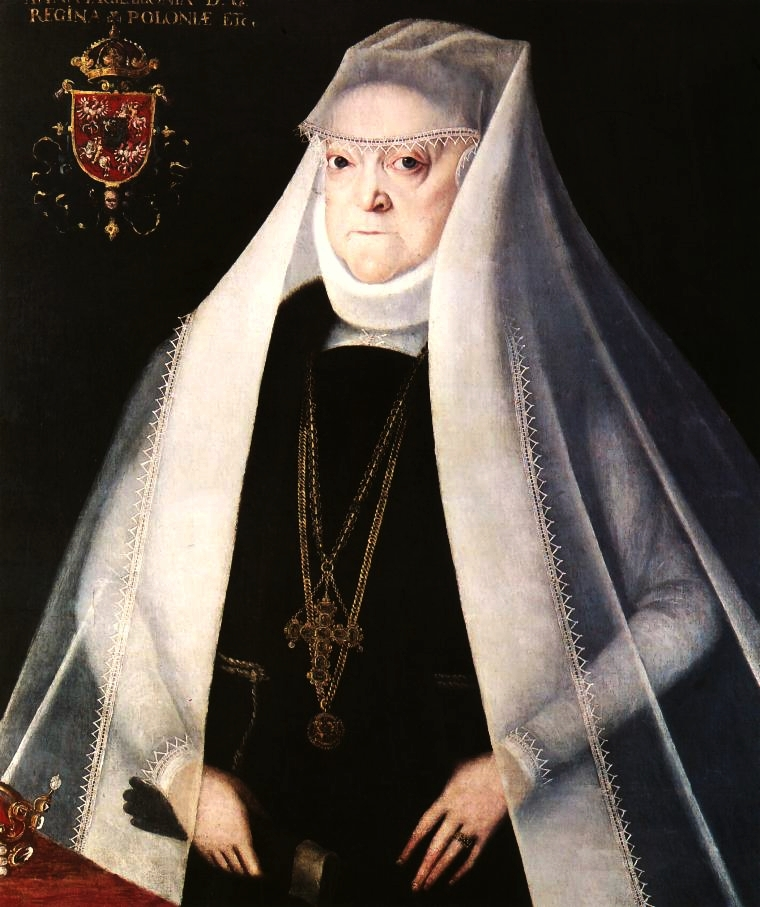
Jagelló Anna lengyel királyné Marcin Kober egy 1595-ös festményén

Több hetes patthelyzet alakult ki, melynek 1575. december 12-én, jogsértően Jakub Uchański vetett véget, aki „a körülötte maradt emberek rábeszélésének engedve, már naplementekor, Maximilián császárt kiáltotta ki Lengyelország királyává”. Egészen idáig megszakítás nélkül folytak a tárgyalások a jelöltekkel kapcsolatban, még ezen a napon is követek érkeztek a köznemesség képviselőihez a szenátus tagjaitól (akik ugyan időközben elhagyták a királyválasztás helyét és felfegyverezték a város alatt összegyűjtött embereiket). Óriási felháborodás követte a bejelentést, hiszen Miksa császárt az 1505. évi lengyel alkotmány megsértésével, közös egyetértés nélkül (sine communi consensu) kiáltották ki a Rzeczpospolita uralkodójává.
Már-már fegyveres összecsapással fenyegetett a helyzet, amikor Andrzej Tęczyński, bełzi vajda valamint Jan Zamoyski bełzi sztratosza Jagelló Annát javasolta a trónra. Indítványukban egészen pontosan az szerepelt, hogy az akkor 50 éves Annát, a Jagelló-dinasztia utolsó tagját válasszák királynővé és adják férjhez, bár a leendő házastárs személyéről még csak általánosságban beszéltek. Azt, hogy ez a férj akár Báthory István is lehetne először Stanisław Szafraniec, a bieczi kastellán vetette fel. Ezzel sikerülne közös nevezőre hozni a nemzeti és az idegen királyt támogatókat, valamint megakadályozni „hogy a korona semmiképpen se jusson osztrák jelöltnek”. December 14-én a marsall bejelentette, miszerint az alsóház Báthory István erdélyi fejedelmet választotta királyává, és annak két megbízottja, Giorgio Biandrata, valamint Berzeviczy Márton a fejedelem nevében alá is írta a választási feltételeket. Válaszul a korona marsall, Andrzej Opalinski a varsói várban újra Miksát kiáltotta ki uralkodóvá december 22-én, de még ugyanezen a napon a város piacterén Andrzej Zborowski is bejelentette az ország új királyát – Báthory István személyében.

## Báthory István a Rzeczpospolita királya

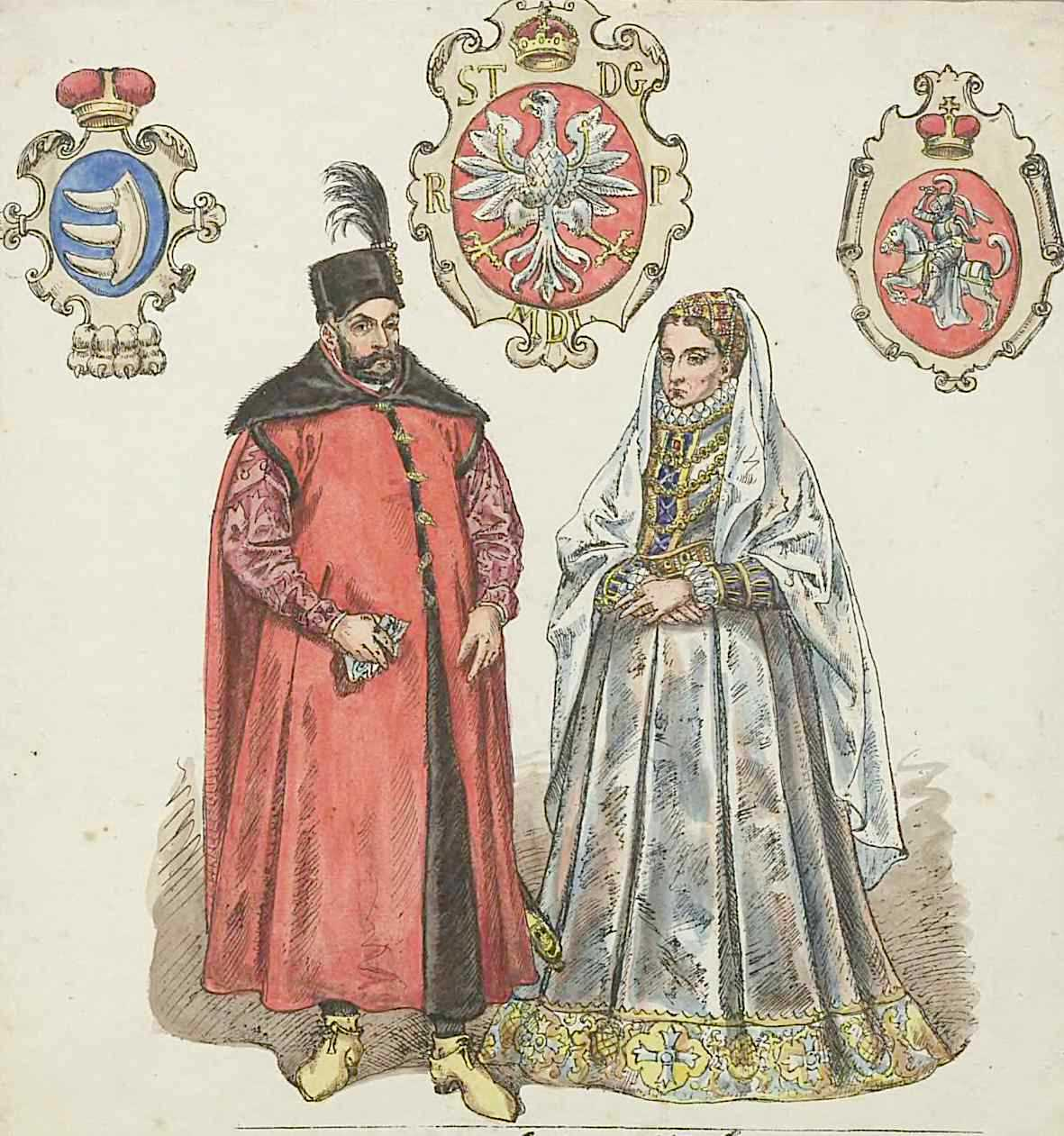
Báthory István és Jagelló Anna

Berzeviczy az első választást követően azonnal haza indult, és 1576. január 10-én már Medgyesen tolmácsolhatta Báthorynak a jó hírt. De a politikai csatározások még korántsem értek véget. A gnieznói érsek és Miksa többször felszólította Báthoryt, mondjon le a koronáról, hiszen megválasztása törvénytelen volt. Ilyen szándékkal érkezett Gyulafehérvárra Christopher Teuffenbach, a szatmári várkapitány is, aki nemcsak hogy hiába tolmácsolta a császár ajánlatát, de még azt is végig kellett néznie, amikor január 25-én a Jan Tarło lublini vajda által vezetett lengyel küldöttség hivatalosan is felkérte Báthoryt, fogadja és foglalja el a „nemesi köztársaság” trónját. 1576. február 8-án a medgyesi templomban mindenki színe előtt Báthory István erdélyi fejedelem szent esküvel fogadta, hogy a választási feltételeket magára nézve kötelezőnek ismeri el, választási ígéreteit pedig maradéktalanul teljesíti. Báthory István jogilag ettől a naptól a Rzeczpospolita választott királya (rex electus Poloniae).
Báthory megválasztása meglehetősen váratlanul következett be, hiszen csak Erdély fejedelme volt, egyenrangú sok lengyel nemessel. Különleges és egyedülálló esemény volt ez a történelem folyamán. Lengyel trónra jutásának okait elsősorban a korszak bel- és külpolitikai helyzetében kell keresnünk: valójában valamennyi érdekelt félnek elfogadható volt egy olyan személy megkoronázása, aki nem részese az európai nagypolitikának, aki nem borítja fel a már meglévő erőegyensúlyt.